# 阿拉哈尔
阿拉哈尔，是西班牙安达卢西亚自治区韦尔瓦省的一个市镇。总面积42平方公里，总人口775人（2001年），人口密度18人/平方公里。